# Stagione di college football 2021
La stagione di college football NCAA Division I FBS 2021 negli Stati Uniti organizzata dalla National Collegiate Athletic Association (NCAA) per la Division I Football Bowl Subdivision (FBS), il livello più elevato del football universitario, è iniziata il 28 agosto e la sua stagione regolare si è conclusa l'11 dicembre 2021. La finale si è disputata il 10 gennaio 2022.
Questa è stata l'ottava stagione in cui si è adottato il sistema chiamato College Football Playoff (CFP), che ha sostituito il precedente Bowl Championship Series (BCS).

## Bowl game e College Football Playoff
A partire dai playoff 2014–15, sei Bowl CFP ospitano le semifinali di playoff su rotazione. Per questa stagione, il Cotton Bowl e l'Orange Bowl hanno ospitato le semifinali, con le vincenti che si sono affrontate nella finale del campionato NCAA al Lucas Oil Stadium di Indianapolis, Indiana.
|  | Semifinali | Semifinali | Semifinali |         |    | Finale  | Finale | Finale |  |
|  |            |            |            |         |    |         |        |        |  |
|  | 1          | Alabama    | 27         |         |    |         |        |        |  |
|  | 1          | Alabama    | 27         |         |    |         |        |        |  |
|  | 4          | Cincinnati | 6          |         |    |         |        |        |  |
|  | 4          | Cincinnati | 6          |         | 1  | Alabama | 18     |        |  |
|  |            |            |            |         | 1  | Alabama | 18     |        |  |
|  |            |            | 3          | Georgia | 33 |         |        |        |  |
|  | 2          | Michigan   | 3          | Georgia | 33 | 11      |        |        |  |
|  | 2          | Michigan   |            |         |    |         |        |        |  |
|  | 3          | Georgia    | 34         |         |    |         |        |        |  |

## Premi e onori

### Heisman Trophy
L'Heisman Trophy è assegnato ogni anno al miglior giocatore.
- Bryce Young, QB, Alabama
- Aidan Hutchinson, DE, Michigan
- Kenny Pickett, QB, Pittsburgh
- C.J. Stroud, QB, Ohio State

### Altri premi al miglior giocatore
- Giocatore dell'anno dell'Associated Press: Bryce Young, QB, Alabama
- Lombardi Award (giocatore dell'anno): Aidan Hutchinson, DE, Michigan
- Maxwell Award (miglior giocatore): Bryce Young, QB, Alabama
- SN Player of the Year: Bryce Young, QB, Alabama
- Walter Camp Award (miglior giocatore): Kenneth Walker III, RB, Michigan State